# فرانتیشک اسمتانا
فرانتیشک اسمتانا (چکی: František Smetana؛ زادهٔ ۲۸ نوامبر ۱۹۹۷) تیرانداز اهل جمهوری چک است.